# Оклюзія центральної артерії сітківки
Оклюзія центральної артерії сітківки (ОЦАС) - це захворювання ока, при якому порушується кровопостачання через центральну артерію сітківки. Існує кілька різних причин оклюзії; найпоширенішою є атеросклероз сонної артерії.

## Ознаки та симптоми

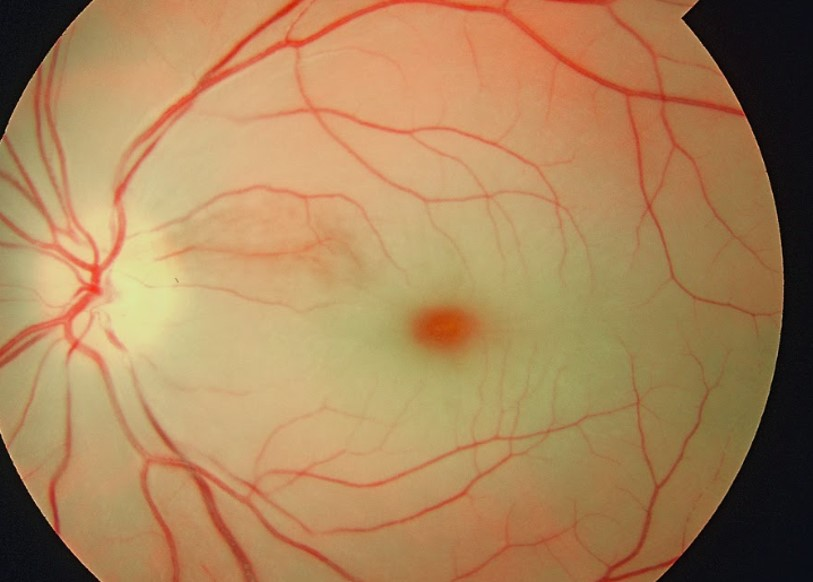
Вишнево-червона пляма у людини з оклюзією центральної артерії сітківки

ОЦАС характеризується безболісною, гострою втратою зору на одному оці.  Під час офтальмоскопічного дослідження можна побачити: наявність червоної плями у центрі макули (90%) (пояснюється тим, що макула кровопостачається в основному капілярами судинної оболонки, а решта сітківки за рахунок центральної артерії сітківки), помутніння сітківки в задній частині полюса (58%), блідість (39%), звуження артеріальних судин (32%) та набряк диска зорового нерва (22%).  На пізніх стадіях розвитку також можна виявити бляшки, емболії та атрофію зорового нерва. 

## Діагностика

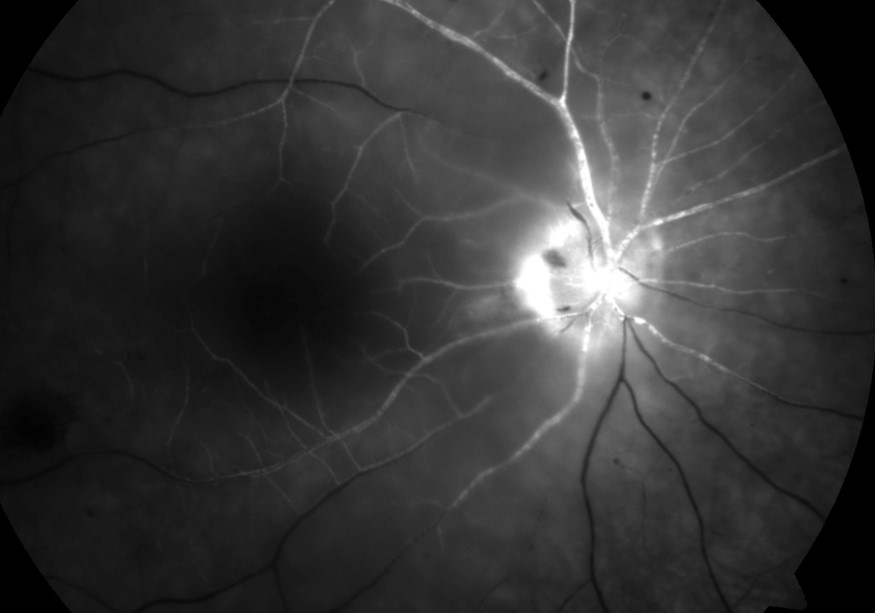
Флюоресцинова ангіограма людини з оклюзією центральної артерії сітківки

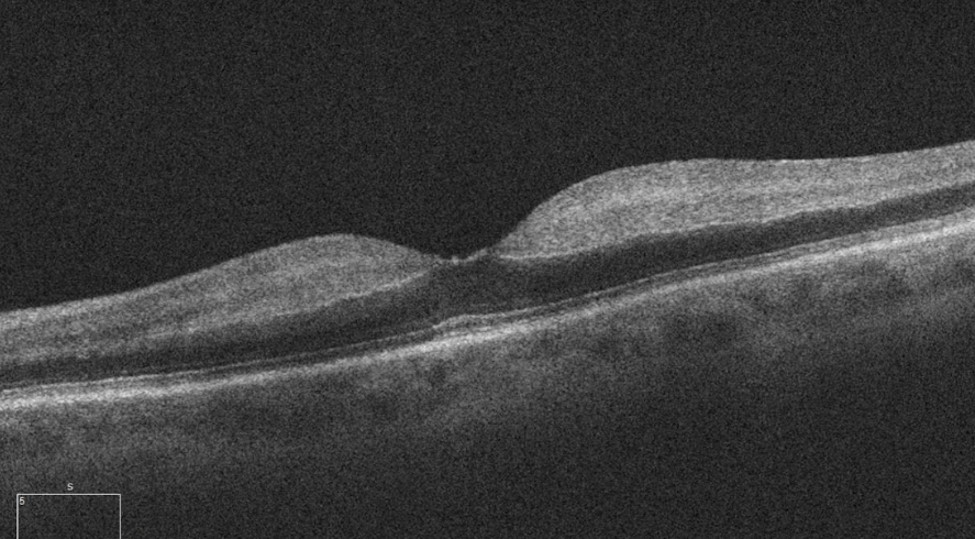
Оптична конгергентна томограма (ОКТ) людини з оклюзією центральної артерії сітківки

Одним із діагностичних методів підтвердження ОЦАС є флюоресцентна ангіографія, вона використовується для дослідження часу заповнення артерії сітківки після введення флюоресцинового барвника в периферичну венозну систему.  В оці з ОЦАС деякі гілки центральної артерії сітківки можуть не заповнитися, або час, необхідний для заповнення гілок артерії сітківки, буде збільшено, що візуалізується повільним рухом барвника до країв сітківки.  Флюоресцинову ангіографію також можна використовувати для визначення ступеню оклюзії. Оптична когерентна томографія (ОКТ) також може бути використана для підтвердження діагнозу ОЦАС. 

## Причини
ОЦАС найчастіше спричинений емболією та оклюзією в найвужчій частині артерії сітківки. Іншими причинами ОЦАС можуть бути васкуліти, розрив аневризми та спазм артерій, а також як ускладнення, що виникає при зовнішньому здавленні ока, що стискає судини до центральної артерії сітківки (наприклад, при операціях на хребті в положенні лежачи на спині).

## Механізм
Очна артерія розгалужується на центральну артерію сітківки, яка рухається із зоровим нервом, поки не потрапить в око. Центральна артерія сітківки забезпечує поживними речовинами внутрішні шари сітківки та поверхню зорового нерва. Оклюзія центральної артерії сітківки найчастіше відбувається через емболії, що блокують артерію, і тому перешкоджає доставці поживних речовин до більшої частини сітківки. Ці емболії частіше походять із сонних артерій, але у 25% випадків це пов’язано з появою бляшок в очній артерії. Найчастішим місцем блокування є найвужча частина артерії, де артерія пробиває тверду оболонку що вкриває зоровий нерв. У деяких людей є циліоретинальні артеріальні гілки, які можуть бути включені в заблоковану частину або не бути.

## Лікування
Хоч жодне лікування не було чітко продемонстровано як корисне для ОЦАС у великих систематичних спостереже рандомізованих клінічних випробувань, багато з наступного часто використовуються:
- Зниження внутрішньоочного тиску;
- Розширення центральної артерії сітківки;
- Збільшення оксигенації;
- Ізоволемічна гемодилюція;
- Антикоагуляція;
- Витіснення або фрагментація тромбу або емболії;
- Тромболізис;
- Гіпербаричний кисень.

Для досягнення найбільш сприятливих наслідків для людини з ОЦАС важливо своєчасно виявити стан та звернутися до офтальмолога.

## Прогноз
З часом артерія може відновити ток крові, а набряк може зникнути. Однак атрофія зорового нерва призводить до постійної втрати зору. Незворотні пошкодження нервової тканини можуть статися приблизно через 15 хвилин повного закупорювання артерії, але цей час може різнитися у людей.

## Епідеміологія
Захворюваність на ОЦАС становить приблизно 1 із 100 000 людей у загальній популяції. До факторів ризику розвитку ОЦАС належать такі: вік старше 50 років, чоловіча стать, куріння, гіпертонія, цукровий діабет, дисліпідемія, стенокардія, хвороба клапанів, минущий геміпарез, онкологічні захворювання, гіперкоагуляція крові, вовчак або наявність цереброваскулярних або серцево-судинних захворювань у сім'ї.